# Cornella de l'illa de Flores
La cornella de l'illa de Flores (Corvus florensis) és un ocell de la família dels còrvids (Corvidae).
Habita els boscos de les terres baixes de l'illa de Flores, al l'oest de les illes Petites de la Sonda.